# منفجر شده (فیلم ۱۹۹۴)
منفجر شده (به انگلیسی: Blown Away) فیلمی محصول سال ۱۹۹۴ و به کارگردانی استیون هاپکینز است. در این فیلم بازیگرانی همچون جف بریجز، تامی لی جونز، لوید بریجز، فارست ویتاکر، سوزی آمیس، جان فین، روبن سانتیاگو-هادسون، کوبا گودینگ جونیور و مایک استار ایفای نقش کرده‌اند.